# Jean-Thomas Taschereau (Jurist)

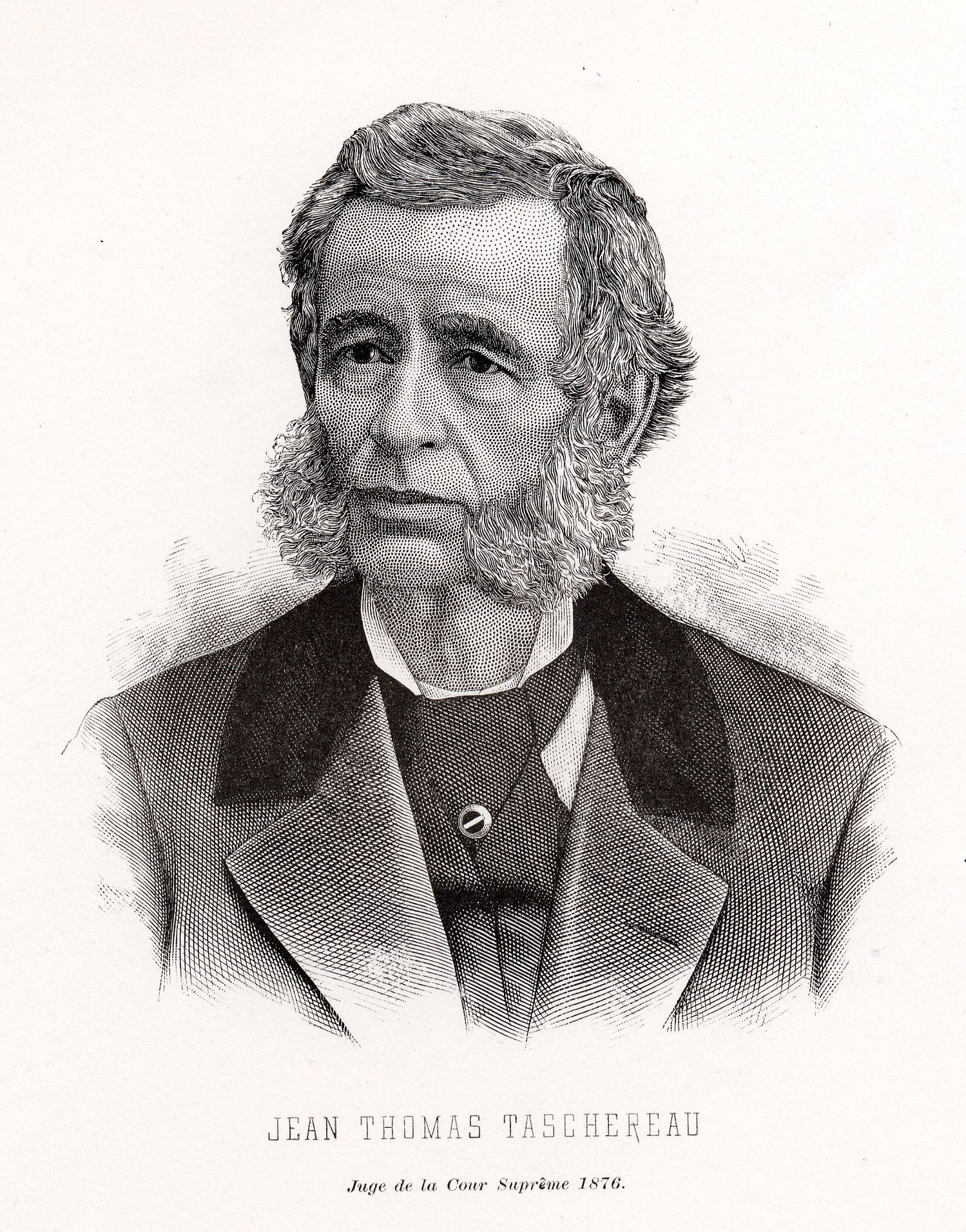
Jean-Thomas Taschereau (1876)

Jean-Thomas Taschereau (* 12. Dezember 1814 in Québec, Niederkanada, heute: Québec; † 9. November 1893) war ein kanadischer Jurist, der zwischen 1875 und 1878 Richter am Obersten Gerichtshof von Kanada war.

## Leben
Taschereau stammte aus der bekannten Familie Taschereau und war ein Sohn des gleichnamigen Politikers Jean-Thomas Taschereau sowie dessen Ehefrau Marie Panet. Sein jüngerer Bruder Elzéar-Alexandre Taschereau war zwischen 1871 und 1898 Erzbischof von Québec und wurde am 7. Juni 1886 als erster Kanadier zum Kardinal erhoben. Sein Großvater war der Politiker Gabriel-Elzéar Taschereau.
Er selbst begann nach dem Besuch des Petit Séminaire de Québec 1832 ein damals übliches Studium der Rechtswissenschaften in der Anwaltskanzlei seines Cousins Joseph-André Taschereau und später beim Seerechtsfachmann Henry Black. Nach seiner anwaltlichen Zulassung 1836 absolvierte er ein ergänzendes Studium der Rechtswissenschaften an der Universität von Paris und ließ sich nach seiner Rückkehr 1837 in Québec nieder, wo er bis 1855 als Rechtsanwalt eine eigene Kanzlei betrieb.
Nachdem Taschereau von 1855 bis 1865 Hilfsrichter war, wurde er 1865 zum Richter am Obergericht der Provinz Québec ernannt. Nebenbei unterrichtete er zwischen 1855 und 1857 als Professor für Handelsrecht an der Universität Laval. 1873 wurde er Richter am nunmehrigen Obergericht (Court of Queen’s Bench) von Québec. Am 30. September 1875 erfolgte seine Berufung zum Richter am Obersten Gerichtshof von Kanada durch Premierminister Alexander Mackenzie. Er gehörte dem Obersten Gerichtshof bis zu seinem Rücktritt am 6. Oktober 1878 an.
Taschereau war zweimal verheiratet, und zwar am 1. September 1840 in erster Ehe mit Louise-Adèle Dionne, Tochter des Politikers Amable Dionne. In zweiter Ehe heiratete er am 23. Juni 1862 Marie-Joséphine Caron, deren Vater René-Édouard Caron sowohl Bürgermeister der Stadt Québec als auch Vizegouverneur der Provinz Québec war. Aus seinen beiden Ehen gingen zwölf Kinder hervor, darunter Louis-Alexandre Taschereau, der zwischen 1920 und 1936 Premierminister von Québec war, sowie Henri-Thomas Taschereau, der von 1872 bis 1878 Mitglied des Unterhauses von Kanada sowie zwischen 1907 und seinem Tod 1909 Oberster Richter von Québec. Sein Enkel Robert Taschereau, ein Sohn von Louis-Alexandre Taschereau, gehörte von 1940 bis 1967 ebenfalls dem Obersten Gerichtshof von Kanada an und war ab 1963 dessen Vorsitzender.